# Cussigny
Cussigny is een voormalige gemeente in het Franse departement Meurthe-et-Moselle. De plaats is deel van de gemeente Gorcy en is daar tegenaan gegroeid.